# Кастилеха дел Кампо
Кастилеха дел Кампо (на испански: Castilleja del Campo) е населено място и община в Испания. Намира се в провинция Севиля, в състава на автономната област Андалусия. Общината влиза в състава на района (комарка) Ел Алхарафе. Заема площ от 16 km². Населението му е 653 души (по преброяване от 2010 г.). Разстоянието до административния център на провинцията е 33 km.

## Демография
| 1996 | 1998 | 1999 | 2000 | 2001 | 2002 | 2003 | 2004 | 2005 | 2006 |
| ---- | ---- | ---- | ---- | ---- | ---- | ---- | ---- | ---- | ---- |
| 653  | 625  | 622  | 617  | 618  | 614  | 616  | 629  | 638  | 651  |